# Polemus galeatus
Polemus galeatus là một loài nhện trong họ Salticidae.
Loài này thuộc chi Polemus. Polemus galeatus được Eugène Simon miêu tả năm 1902.